# Nọc độc

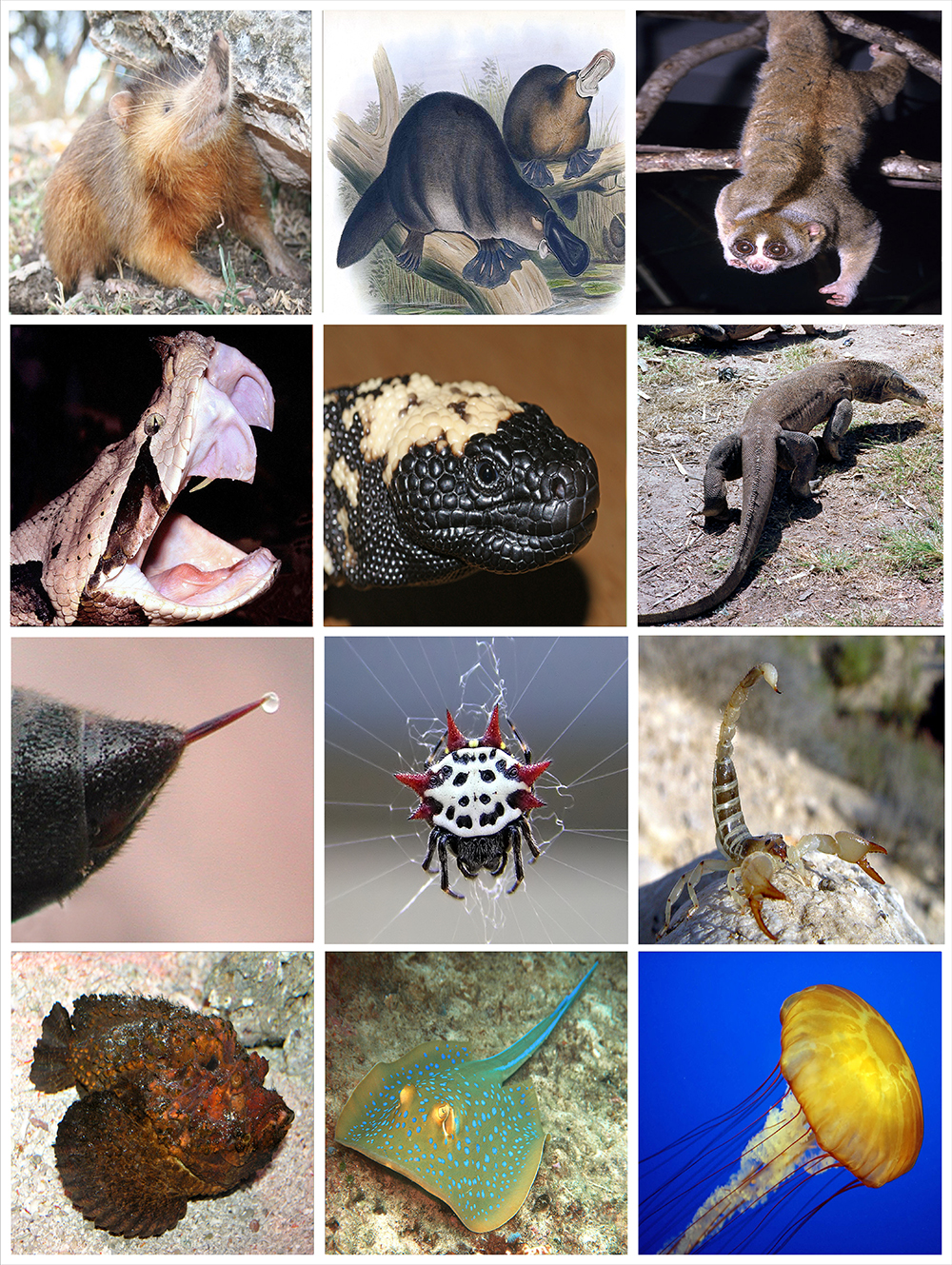
Động vật có nọc độc

Nọc độc (tiếng Anh: venom hoặc zootoxin) là một loại độc tố do động vật tạo ra và xâm nhập vào cơ thể của cá thể khác qua vết cắn, vết chích, vết đốt hoặc các hành động tạo nên vết thương khác. Độc tố được truyền qua một "bộ máy nọc độc" (cơ quan này được tiến hóa đặc trưng từng loài) chẳng hạn như răng nanh hoặc ngòi đốt đi vào cơ thể của mục tiêu. Khác với nọc độc, chất độc (poison) được hấp thụ một cách thụ động bằng cách ăn phải, hít phải hoặc hấp thụ qua da, còn toxungen, được truyền chủ động sang bề mặt của mục tiêu mà không cần tiếp xúc vật lý.
Nọc độc đã tiến hóa trong môi trường trên cạn và dưới biển ở nhiều loại động vật: cả động vật ăn thịt và con mồi, cả động vật có xương sống và động vật không xương sống. Nọc độc giết chết mục tiêu thông qua các cơ chế tùy theo từng loại độc tố.
1. necrotoxin (độc tố gây hoại tử) và cytotoxin (tạm dịch: độc tố tế bào), hai loại này giết chết tế bào;
2. neurotoxin (độc tố thần kinh), ảnh hưởng đến hệ thần kinh;
3. myotoxin (độc tố cơ) gây tổn thương cơ bắp;
4. hemotoxin làm rối loạn đông máu.

Hàng năm, động vật có nọc đọc cướp đi sinh mạng của hàng chục nghìn người.
Nọc độc thường là hỗn hợp phức tạp của các loại độc tố khác nhau. Chất độc từ nọc độc được sử dụng để điều trị bệnh như huyết khối, viêm khớp và một số bệnh ung thư. Lĩnh vực nghiên cứu protein có trong nọc độc (venomics) khám phá cách sử dụng độc tố nọc độc như một phương pháp điều trị tiềm năng cho nhiều căn bệnh khác.

## Tiến hóa
Nhiều loài thuộc các đơn vị phân loại khác nhau, mặc dù tiến hóa độc lập nhưng vẫn sử dụng nọc đọc làm phương thức săn mồi và tự vệ. Đây là một ví dụ về tiến hóa hội tụ. Rất khó để trả lời câu hỏi làm cách nào mà đặc điểm này rất phổ biến và đa dạng đến vậy. Các họ đa gen (multigene family) mã hóa độc tố của động vật có nọc độc trải qua chọn lọc tự nhiên rất tích cực, tạo ra nhiều độc tố đa dạng hơn với các chức năng cụ thể. Nọc độc thích nghi với môi trường và mục tiêu của chúng, tiến hóa để có hiệu quả tối đa đối với mục tiêu của kẻ săn mồi (tiến hóa đến mức còn đặc hiệu đến từng loại kênh ion bên trong từng loại con mồi).

## Cơ chế

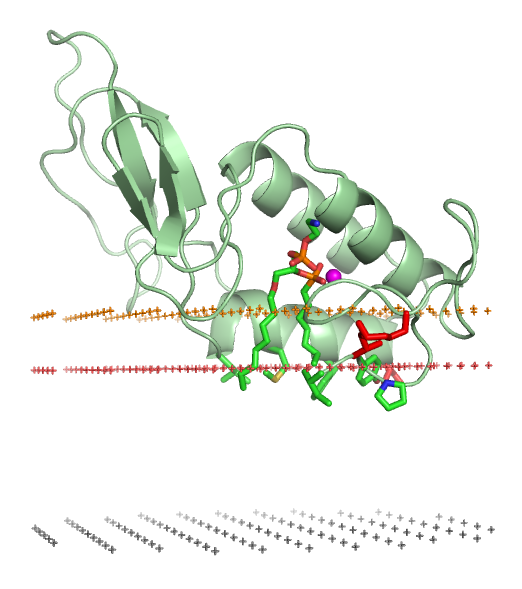
Phospholipase A2, một loại enzym trong nọc ong, làm giáng hóa phospholipid tạo acid béo, ảnh hưởng đến tín hiệu calci.

Nọc độc gây ra tác dụng sinh học thông qua các độc tố mà cơ thể động vật chứa; một số nọc độc là hỗn hợp phức tạp của nhiều loại độc tố khác nhau. Các loại độc tố chính trong nọc độc gồm:
1. necrotoxin (độc tố gây hoại tử), làm hoại tử các tế bào tiếp xúc phải độc tố. Nọc độc của rắn lục và ong có chứa phospholipase ; Nọc độc của rắn lục còn chứa trypsin-like serine protease.[8]
2. neurotoxin (độc tố thần kinh) chủ yếu ảnh hưởng đến hệ thần kinh của động vật, chẳng hạn như độc tố tác động lên kênh ion. Neurotoxin được tìm thấy ở nhiều loài có nọc độc như nhện góa phụ đen (Latrodectus), bọ cạp, sứa hộp (Cubozoa), ốc nón, rết và bạch tuộc đốm xanh.[9]
3. myotoxin (độc tố cơ) gây tổn thương cơ bằng cách liên kết với một receptor (thụ thể). Những peptide nhỏ này được tìm thấy trong nọc rắn (chẳng hạn như rắn đuôi chuông) và nọc độc thằn lằn.[10][11][12][13]
4. cytotoxin (tạm dịch: độc tố tế bào) tiêu diệt từng tế bào riêng lẻ, được tìm thấy trong apitoxin của ong mật và nọc nhện góa phụ đen.[14][15]

## Nọc độc ở các đơn vị phân loại
Các loài động vật thuộc đơn vị phân loại khác nhau có sử dụng nọc độc, cả động vật không xương sống và động vật có xương sống, ở động vật dưới nước và trên cạn, ở cả động vật ăn thịt và con mồi. Các nhóm động vật có nọc độc được mô tả dưới đây.

### Động vật chân đốt
Động vật chân đốt có nọc độc gồm:
1. nhện sử dụng răng nanh trên chân kìm (chelicerate) để tiêm nọc độc qua vết cắn.[16]
2. rết sử dụng forcipule (biến dạng của chân) để tiết nọc độc.[16]
3. bọ cạp và côn trùng tiêm nọc độc bằng vết đốt.[16]
4. ong và tò vò (ong bắp cày), ngòi đốt là biến đổi của dùi đẻ trứng (ovipositor) trên cơ thể côn trùng.[16]
5. Polistes fuscatus (thuộc chi Polistes, một loại vò vẽ), con cái liên tục tiết ra nọc độc có chứa pheromone giới tính tạo ra hành vi giao phối ở con đực.[16]
6. Polistes exlamans (một loài ong bắp cày), nọc độc là pheromone "báo động", điều phối phản ứng từ tổ ong và thu hút những con ong bắp cày gần đó tấn công kẻ săn mồi.[17]
7. Parischnogaster striatula (một loài ong bắp cày), nọc độc được bôi khắp cơ thể như một chất bảo vệ chống nhiễm khuẩn.[18]

Nhiều loài sâu bướm có tuyến nọc độc phòng thủ gắn liền với những sợi lông chuyên biệt trên cơ thể gọi là lớp lông ngứa (urticating hairs). Lớp lông này ở các loài sâu bướm thường chỉ gây ngứa rát, khó chịu, nhưng ở sâu bướm Lonomia thì có thể gây chết người.
Ong tổng hợp và sử dụng nọc độc có tính acid (apitoxin) để bảo vệ tổ và kho thức ăn của chúng, trong khi ong bắp cày sử dụng nọc độc khác về mặt hóa học để làm tê liệt con mồi, vì vậy con ong bắp cày non ăn con mồi vẫn còn sống. Nhiều loài côn trùng khác, chẳng hạn như bọ Cánh nửa và nhiều loài kiến, cũng tạo ra nọc độc. Loài kiến Polyrhachis dives sử dụng nọc độc tại chỗ để khử mầm bệnh.

### Động vật không xương sống khác

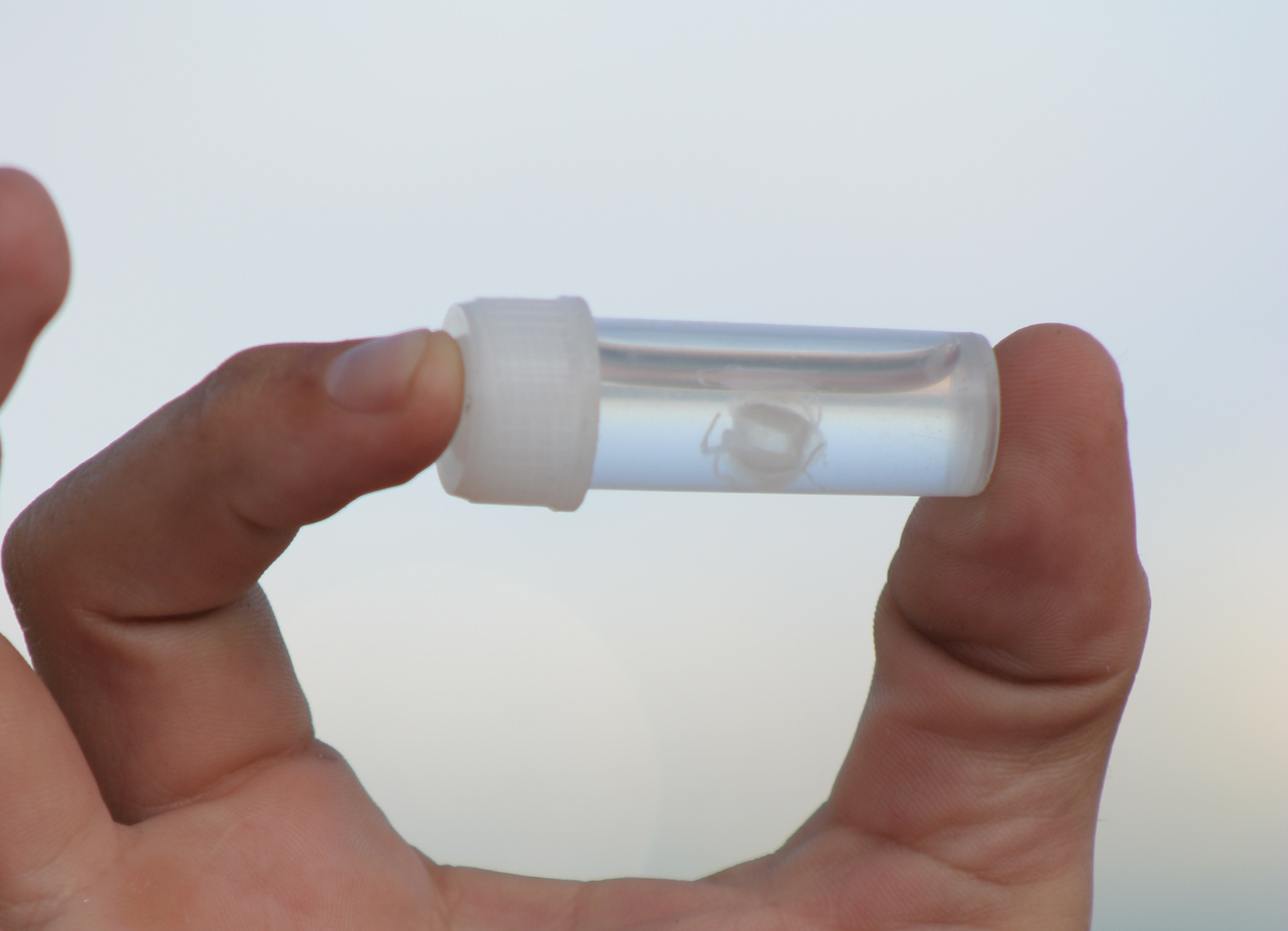
Sứa hộp Malo kingi mặc dù có kích thước cỡ chỉ bằng cái móng tay, nhưng là loài có nọc độc nguy hiểm nhất trong số các loài động vật, gây ra hội chứng Irukandji. Các triệu chứng bao gồm đau dữ dội, nôn và huyết áp tăng nhanh

Một số ngành động vật không xương sống có nọc độc, gồm sứa như Cubozoa, "Tàu Chiến Bồ Đào Nha" (Physalia physalis, một loài siphonophore) và hải quỳ trong ngành Thích ty bào; nhím biển (cầu gai) trong ngành Da gai; ốc nón; bạch tuộc thuộc lớp Động vật chân đầu, ngành Thân mềm.

### Động vật có xương sống

#### Cá
Nọc độc được tìm thấy ở:
- khoảng 200 loài cá sụn, bao gồm phân bộ Cá đuối ó, liên bộ Cá mập và Bộ Chimaera (một bộ thuộc lớp Cá sụn);
- bộ Cá da trơn (khoảng 1000 loài có nọc độc);
- 11 nhánh cá tia gai (Acanthomorpha, thuộc phân thứ lớp Cá xương thật), bao gồm họ Cá mù lằn (trên 300 loài), họ Cá mặt quỷ (trên 80 loài), Phân họ cá Neosebastinae, bộ Blenniiformes, chi Cá dìa, họ Cá đuôi gai, một số loài cá nhung, một số loài thuộc họ Cá cóc, Phân họ Caracanthus, loài Gnathanacanthus goetzeei, họ Cá nâu, họ Sebastidae, phân họ Setarchinae, phân họ Tetraroginae, họ Trachinidae và họ Cá sao.

#### Động vật lưỡng cư
Một số loài thuộc họ Kỳ giông có thể nhô ra những chiếc xương sườn sắc nhọn có nọc độc. Hai loài ếch ở Brazil có những chiếc gai nhỏ xung quanh đỉnh hộp sọ, khi va chạm sẽ tiêm nọc độc vào mục tiêu.

#### Bò sát
Khoảng 450 loài rắn có nọc độc. Nọc rắn được tạo ra bởi các tuyến nước bọt hàm dưới và đưa đến mục tiêu thông qua các răng nanh hình ống. Nọc rắn chứa nhiều loại độc tố peptide, bao gồm protease, có tác dụng thủy phân các liên kết peptide của protein; nuclease thủy phân các liên kết phosphodiester của DNA ; và các chất độc thần kinh, làm gián đoạn tín hiệu trong hệ thần kinh. Nọc rắn gây ra các triệu chứng đau, sưng, hoại tử mô, tụt huyết áp, co giật, xuất huyết (tùy theo loài rắn), liệt cơ hô hấp, suy thận, hôn mê và tử vong. Nọc độc của rắn có thể bắt nguồn từ tái bản gen biểu hiện ở tuyến nước bọt của tổ tiên loài rắn.
Nọc độc được tìm thấy ở một số loài bò sát khác như Heloderma horridum, quái vật gila, và một số loài thuộc chi Kỳ đà như rồng Komodo. Phương pháp khối phổ (phổ MS) cho thấy hỗn hợp protein có trong nọc độc của chúng cũng phức tạp như hỗn hợp protein có trong nọc rắn. Một số loài thằn lằn có tuyến nọc độc; chúng tạo thành một nhánh Toxicofera giả định, bao gồm các phân bộ Rắn, phân bộ Kỳ nhông và các họ Kỳ đà, Thằn lằn rắn và Helodermatidae.

#### Động vật có vú
Euchambersia, một chi Therocephalia đã tuyệt chủng, được cho là có tuyến nọc độc gắn vào răng nanh.
Một số loài động vật có vú có nọc độc gồm họ Chuột chù răng khía, họ chuột chù, phân họ Dơi quỷ, con đực thuộc Bộ Thú mỏ vịt và Chi Nycticebus (thuộc phân họ Cu li). Họ chuột chù chứa nọc độc trong nước bọt và rất có thể các loài thuộc họ này đã trải qua tiến hóa để có cơ quan tương tự như rắn. Sự hiện diện của cựa cổ chân giống như cựa của thú mỏ vịt ở nhiều nhóm Mammaliaformes (thuộc nhánh Động vật Một cung bên) không thuộc phân lớp Theria cho thấy nọc độc là đặc điểm tổ tiên của các loài động vật có vú.
Nghiên cứu sâu rộng về thú mỏ vịt cho thấy độc tố của chúng ban đầu được hình thành từ quá trình tái bản gen, nhưng dữ liệu cung cấp bằng chứng cho thấy sự tiến hóa của nọc độc của thú mỏ vịt không phụ thuộc quá nhiều vào quá trình sao chép gen như người ta từng nghĩ. Tuyến mồ hôi của thú mỏ vịt phát triển thành tuyến nọc độc. Mặc dù nọc độc của bò sát và thú mỏ vịt được chứng minh là tiến hóa độc lập nhưng có một số cấu trúc protein nhất định có lợi cho việc tiến hóa thành các phân tử độc hại. Luận điểm cung cấp thêm bằng chứng về lý do mà nọc độc lại trở thành một đặc điểm đồng nhất và lý do tại sao mà các loài động vật rất khác nhau, tiến hóa độc lập nhau nhưng lại hội tụ tại đặc điểm sử dụng nọc độc này.

## Nọc độc và con người
Năm 1990, động vật có nọc đọc cướp đi sinh mạng của 76.000 người. Năm 2017, con số này là 57.000 người. Nọc độc được tìm thấy ở hơn 173.000 loài. Tuy gây chết người, nọc độc trở thành phương pháp điều trị cho nhiều loại bệnh, đã có hơn 5.000 bài báo khoa học nghiên cứu tiềm năng này.
Trong y học, protein có trong nọc rắn được sử dụng để điều trị huyết khối, viêm khớp và một số bệnh ung thư. Nọc độc của quái vật Gila (một loài thằn lằn ở Châu Mỹ) có chứa exenatide, dùng để điều trị đái tháo đường type 2. Solenopsin chiết xuất từ nọc độc của kiến lửa được chứng minh là có ứng dụng y sinh, từ điều trị ung thư đến điều trị bệnh vẩy nến. Lĩnh vực nghiên cứu protein có trong nọc độc có tên Venomics, là lĩnh vực khám phá cách sử dụng độc tố nọc độc để làm dược phẩm.

## Sức đề kháng
Nọc độc được nhiều loài săn mồi sử dụng làm vũ khí. Sự đồng tiến hóa giữa kẻ săn mồi và con mồi là động lực để tiến hóa các biện pháp kháng nọc độc trong giới động vật. Sự đồng tiến hóa giữa kẻ săn mồi có nọc độc và con mồi kháng nọc độc được mô tả là một cuộc chạy đua vũ trang hóa học. Cả động vật ăn thịt/con mồi cùng tiến hóa trong thời gian dài. Khi động vật săn mồi ăn thịt được những cá thể con mồi nhạy cảm với nọc độc, những cá thể con mồi sống sót có khả năng trốn tránh động vật săn mồi. Sức đề kháng thường tăng lên theo thời gian khi kẻ săn mồi ngày càng không thể nào săn được con mồi nữa. Quá trình tiến hóa được để khả năng kháng nọc độc của cả động vật ăn thịt và con mồi đều chiếm thời gian dài. Sự đề kháng sinh lý giúp tăng cơ hội sống sót cho con mồi, nhưng nó lại là động lực cho phép những kẻ săn mồi mở rộng ổ dinh dưỡng chưa được khai thác khác.
Otospermophilus beecheyi (thuộc Họ Sóc) có mức độ đề kháng khác nhau trước nọc độc của rắn đuôi chuông Thái Bình Dương (Crotalus oreganus). Sóc đề kháng bằng cách loại bỏ độc tố và mức độ đề kháng phụ thuộc vào quần thể. Nơi nào quần thể rắn đuôi chuông dày đặc hơn, sức đề kháng của sóc cao hơn. Đáp lại sự đề kháng này, rắn đuôi chuông đã tiến hóa để tăng hiệu quả của nọc độc.
Chi Rắn vua (Lampropeltis) ở châu Mỹ lại chuyên đi săn mồi nhiều loài rắn độc khác. Loài này tiến hóa sức đề kháng của mình đến mức không còn thay đổi theo độ tuổi của cá thể và mức độ tiếp xúc với nọc độc. Rắn vua miễn nhiễm với nọc độc của các loài rắn trong môi trường sống như rắn đầu đồng, rắn hổ mang và rắn đuôi chuông Bắc Mỹ, nhưng lại không miễn nhiễm với nọc độc của rắn hổ mang chúa hoặc rắn mamba đen.

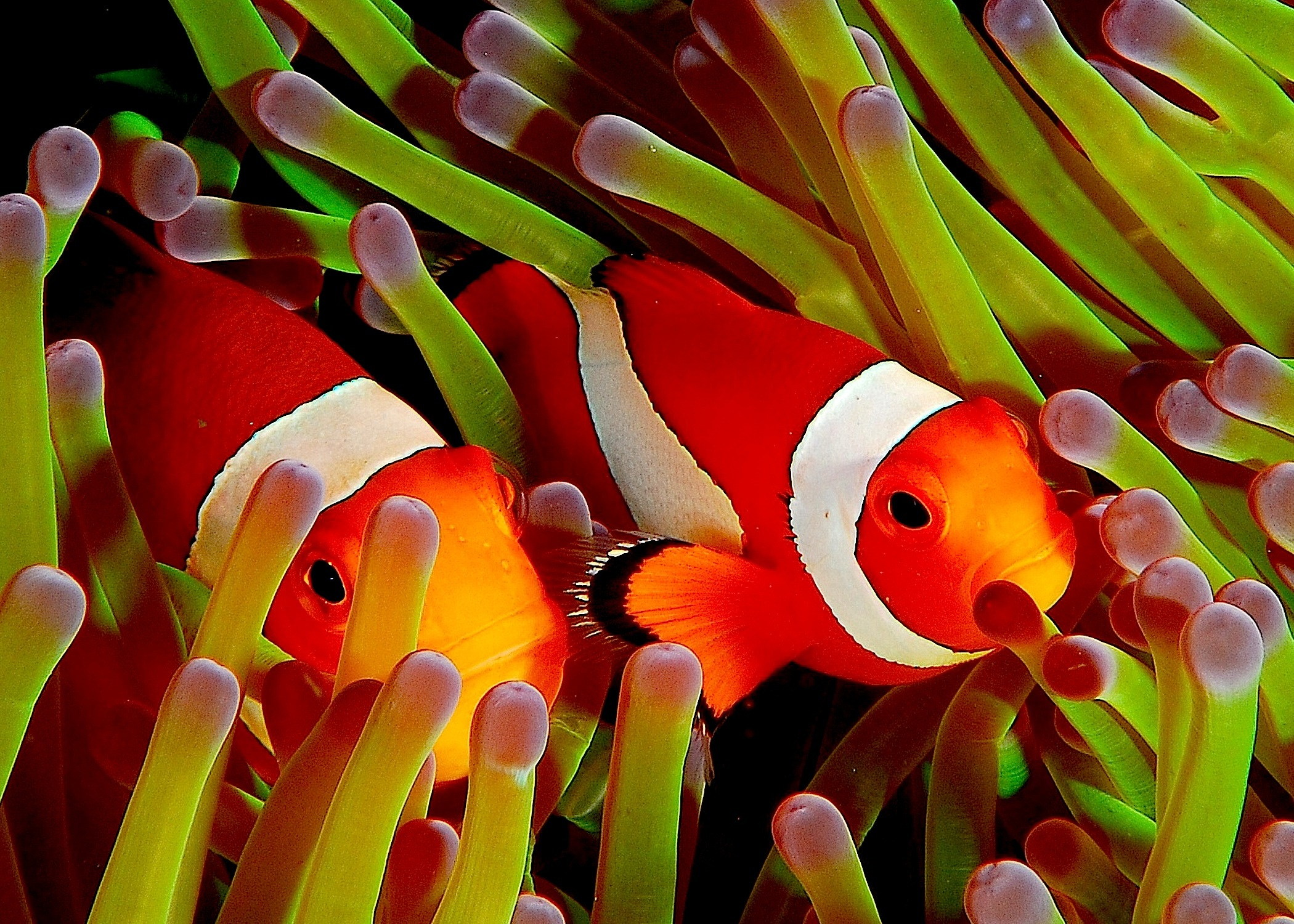
Cá hề Ocellaris luôn sống giữa các xúc tu hải quỳ có nọc độc và có khả năng kháng nọc độc.

Trong số các động vật biển, lươn có khả năng kháng nọc độc của rắn biển, mặc dù trong nọc độc có chứa hỗn hợp phức tạp các neurotoxin, myotoxin, và nephrotoxin (độc tố thận) khác nhau tùy theo loài. Lươn có khả năng đề kháng đặc biệt với nọc độc của loài rắn biển chuyên ăn chúng (tức là có hiện tượng đồng tiến hóa). Các loài cá không phải là con mồi của rắn biển thì có ít khả năng kháng lại nọc độc của rắn biển.
Cá hề luôn sống giữa các xúc tu của hải quỳ có nọc độc (đây là mối quan hệ cộng sinh bắt buộc của loài cá), và có khả năng kháng lại nọc độc của hải quỳ. Chỉ có 10 loài hải quỳ được biết đến sống cộng sinh với cá hề và có sự tương thích một cách đặc hiệu giữa các cặp hải quỳ và cá hề. Tất cả các loài hải quỳ đều tạo ra nọc độc và phóng thích nhờ tế bào hình mũi lao (cnidocyte, còn gọi là thích ty bào) và dịch tiết nhầy. Nọc độc chứa các peptide và protein, được sử dụng để bắt mồi và ngăn chặn kẻ săn mồi bằng cách gây đau đớn, làm mất khả năng phối hợp cơ bắp và tổn thương mô của mục tiêu. Cá hề có chất nhầy bảo vệ hoạt động như một chất ngụy trang hóa học hoặc chất mô phỏng cao phân tử, để ngăn chặn sự nhận biết "không tự chủ" của hải quỳ và tế bào châm (nematocyst). Cá hề có thể tiến hóa chất nhầy của chúng sao cho đáp ứng tốt để đề kháng với chất nhầy của một loài hải quỳ đặc hiệu.